# 雅克·路易·朗东
雅克·路易·塞萨尔·亚历山大·朗东，第一代朗东伯爵（Jacques Louis César Alexandre Randon, 1st Count Randon） (1795年3月25日—1871年1月16日) 法国军事和政治领袖，也是法国元帅和阿尔及利亚总督。
他出生在格勒诺布尔一个新教家庭，在后来的生活中，他在他第二任妻子的影响下皈依了天主教。在16岁时他应征加入了法国军队，在华沙他姨夫马尚伯爵的手下任职，1812年4月11日被提升为中士。他参加了俄罗斯的远征，在拿破仑时代的战争中，在德国和法国的战斗，尤其是在吕岑、包岑和莱比锡战役中。
1851年1月至10月，他担任战争大臣，之后，他被任命为阿尔及利亚总督(1851年12月11日到1858年8月31日)。尽管最初不赞成1851年12月的政变，最后还是效忠于法兰西第二帝国。1852年封伯爵（继承自姨夫马尚伯爵），1856年被授予法国元帅。1859年到1867年他再次担任战争大臣。
1870年普法战争中因为他的高年龄他没有再指挥军队。他被指责法国失败是他忽视准备，负有一部分的责任。现代研究表明，指控是毫无根据的，相反朗东曾主张立即行动反对普鲁士。
1871年1月16日朗东在日内瓦去世，只留下一个幸存的女儿。
元帅的第一任妻子Clotilde Périer，是卡西米尔·皮埃尔·佩里埃的妹妹，七月王朝期间任议会议长，是让·卡西米尔-佩里埃总统的祖父。第二任妻子Zénaïde Suin。